# Euphorbia maresii
Euphorbia maresii es una especie de fanerógama perteneciente a la familia de las euforbiáceas. Es endémica de las Islas Baleares.

## Descripción
Es una planta perenne  o, más raramente, anual, glabra. Tallos de 5-20(30) cm, erectos, ascendentes o decumbentes, generalmente ramificados en la base y con abundantes ramas laterales fértiles. Hojas 2-18 x 1-5 mm, muy polimorfas, sésiles, enteras, a veces subcarnosas. Pleocasio con 1-5 radios hasta de 15(20) mm, 1-4 veces bifurcados; brácteas pleocasiales parecidas a las hojas próximas; brácteas dicasiales entre lineares y oval-lanceoladas, enteras, libres. Ciatio 1-1,8 mm, sésil o subsésil; nectarios apendiculados, transversalmente elípticos o semicirculares, amarillentos o rojizos, con dos apéndices 0,4 mm, finos. Fruto 2-3 x 2,5- 3,5 mm, subesférico, deprimido, poco sulcado, con pedicelo de 1-4 mm; cocas redondeadas, granuladas en el dorso. Semillas 1,4-2,5 x 1-1,5 mm, ovoideas, reticulado- foveoladas, grisáceas; carúncula 0,3-0,7 x 0,4-0,7 mm, anchamente cónica, estipitada, terminal.

## Distribución y hábitat
Se encuentra en los prados pedregosos y enclaves agrestes; a una altitud de 0-1450 metros en Baleares (Mallorca y Menorca). 

## Taxonomía
Euphorbia maresii fue descrita por Edward Louis Herman Knoche y publicado en Fl. Balear. 2: 161. 1922.
Etimología
Euphorbia: nombre genérico que deriva del médico griego del rey Juba II de Mauritania (52 a 50 a. C. - 23), Euphorbus, en su honor – o en alusión a su gran vientre –  ya que usaba médicamente Euphorbia resinifera. En 1753 Carlos Linneo asignó el nombre a todo el género.
maresii: epíteto otorgado en honor del botánico francés Paul Marès (1826-1900), quien exploró y recolectó plantas en Argelia y en las Islas Baleares.
Variedades
- Euphorbia maresii subsp. maresii
- Euphorbia maresii subsp. balearica (Willk.) Malag. ex Molero, Mus, Rosselló & Vallès-Xirau, in Acta Bot. Gallica 140(1): 78 (1993)

Sinonimia
- Tithymalus maresii (Knoche) Soják[6]